# Баия, Витор
Ви́тор Мануэ́л Ма́ртинш Баи́я (порт. Vítor Manuel Martins Baía; португальское произношение: [ˈvitɔɾ bɐˈiɐ]; род. 15 октября 1969, Сан-Педру-да-Афурада) — португальский футболист, вратарь. Завершил карьеру в 2007 году. Является одним из двух вратарей в истории, выигравшим Лигу чемпионов, Кубок УЕФА и Кубок обладателей кубков.
Один из наиболее титулованных вратарей всех времён. Карьера футболиста тесно связана с «Порту», в составе молодёжных команд которого он начал выступать ещё в подростковом возрасте. Завоевал с португальским клубом 27 титулов. После завершения карьеры остался в клубе на должности посла.
Выступал за национальную сборную Португалии на двух чемпионатах Европы и чемпионате мира 2002 года.

## Клубная карьера

### «Порту»
Родился в Вила-Нова-де-Гайя, округ Порту. В возрасте 13 лет присоединяется к молодёжной команде «Порту», перейдя из небольшого клуба «Лека». В начале 1989 года он отказался явиться на молодёжный чемпионат мира, так как польский вратарь Юзеф Млынарчик занял его место в воротах португальского клуба, а Витор стал игроком запаса. В том сезоне, клуб был один из лидеров сезона, но упустил чемпионство (второе место).
Витор впервые дебютировал в составе первой команды в матче против «Витории» в сезоне 1988/89, закрепив за собой место в команде на следующие семь сезонов и выиграв за это время пять титулов чемпионата Португалии и два Кубка Португалии. В сумме за это время Витор пропустил лишь 116 голов (16,5 голов в год). В 1995 году Баия закрепил за собой имидж вратаря мирового уровня, войдя в символическую сборную Европы по версии ESM и заняв шестое место в списке номинантов на звание «Лучший вратарь мира по версии МФФИИС». В 1996 году Витор стал пятым в данном списке.

### «Барселона»
После Евро-1996 Витор Баия перешёл в испанскую «Барселону» за самую на тот момент высокую сумму в истории, заплаченную за вратаря. Несмотря на то, что в первом сезоне португальский голкипер пропустил лишь один матч, в течение последующих двух с половиной лет он страдал от проблем с коленом, из-за чего долгое время был недоступен для своей команды.
Когда находящегося на тренерском посту каталонского клуба Бобби Робсона сменил Луи ван Гал, Баия перестал считаться основным голкипером команды, так как новый тренер предпочёл видеть в основном составе Руда Хеспа.

### Возвращение в «Порту»
В январе 1999 года Баия на правах аренды из «Барселоны» вернулся в «Порту». В связи с тем что номер «1», использовавшийся португальцем в предыдущие годы карьеры был занят, Витор выбрал номер «99». В течение сезона 1999/00 Баия вновь получил травму колена, из-за чего ему потребовалась операция.
Летом 2000 года португалец вернулся в «Порту» на постоянной основе. Из-за очередной травмы Баия пропустил весь сезон 2000/01, вновь выйдя на поле лишь в сезоне 2001/02, сыграв в матче резервных команд 26 ноября 2001 года. Шестнадцать дней спустя португалец сыграл в матче Кубка Португалии против «Санта-Клары».
В сезоне 2002/03 Баия помог своей команде выиграть чемпионат Португалии, Кубок Португалии и Кубок УЕФА. В европейском турнире португальский голкипер сыграл 10 игр, включая матч 1/2 финала против «Лацио», в котором он отбил пенальти, и финал против «Селтика». Следующий сезон стал одним из самых успешных сезонов в карьере Витора: он стал победителем Лиги чемпионов УЕФА и завоевал седьмой чемпионский титул национального первенства, в результате чего смог одержать победу в номинации «Лучший вратарь мира по версии УЕФА», став первым португальским вратарём, одержавшим победу в данной номинации. Тем не менее, на Евро-2004 Баия вызвал не был. В голосовании на звание «Лучший вратарь мира по версии МФФИИС» Витор занял восьмое место.
В начале сезона 2005/06 под руководством нидерландского тренера Ко Адриансе Баия имел статус основного голкипера, однако в течение сезона он потерял данный статус, уступив место в основном составе бразильцу Элтону. За последний год своего контракта с «Порту» в национальном чемпионате Витор лишь раз вышел на поле в стартовом составе. После завершения карьеры Баия стал директором по связям с общественностью в «Порту», однако в июле 2010 года португалец оставил данный пост. Витор Баия и итальянец Стефано Таккони являются единственными вратарями в истории, выигравшими Лигу чемпионов, Кубок УЕФА и Кубок обладателей кубков.
На мой взгляд ни одна страна не может позволить себе не взять лучшего вратаря Европы в свою команду, однако это случилось со мной.

## Карьера в сборной
19 декабря 1990 года Баия дебютировал в составе сборной Португалии, одержав победу в товарищеском матче против сборной США (1:0). До 2002 года провёл 80 матчей за сборную, выйдя на поле на чемпионатах Европы 1996 и 2000 годов, а также на чемпионате мира 2002 года. На Евро-2000 отбил пенальти в исполнении Арифа Эрдема в матче 1/4 финала против сборной Турции.
После неудачного выступления национальной команды на чемпионате мира 2002 года её тренер Антониу Оливейра был уволен. Пришедший ему на смену Луис Фелипе Сколари перестал использовать Витора в качестве голкипера сборной.

## Вне футбола
В 2004 году Баия вместе со своей женой основал благотворительную организацию, целью которой является помощь обездоленным детям и неблагополучным подросткам.
10 июня 2008 года Витор Баия получил орден Инфанта дона Энрике степени офицера от президента Португалии Анибала Каваку Силвы. В августе 2015 года компания EA Sports объявила о том, что Баия войдёт в список легенд режима Ultimate Team в видеоигре FIFA 16.
Баия стал одним из авторов книги «Круглые сказки» (2006), историй о футболе для детей, переведённой на русский язык Марией Мазняк в 2018 году.

## Статистика

### Клуб
| Клуб             | Чемпионат        | Сезон            | Лига | Лига | Кубки | Кубки | Еврокубки | Еврокубки | Прочие | Прочие | Всего | Всего |
| Клуб             | Чемпионат        | Сезон            | Игры | Голы | Игры  | Голы  | Игры      | Голы      | Игры   | Голы   | Игры  | Голы  |
| ---------------- | ---------------- | ---------------- | ---- | ---- | ----- | ----- | --------- | --------- | ------ | ------ | ----- | ----- |
| Порту            | Премьер-Лига     | 1988/89          | 15   | 0    | 0     | 0     | 0         | 0         | 0      | 0      | 15    | 0     |
| Порту            | Премьер-Лига     | 1989/90          | 34   | 0    | 0     | 0     | 6         | 0         | 0      | 0      | 40    | 0     |
| Порту            | Премьер-Лига     | 1990/91          | 38   | 0    | 1     | 0     | 6         | 0         | 3      | 0      | 47    | 0     |
| Порту            | Премьер-Лига     | 1991/92          | 34   | 0    | 1     | 0     | 4         | 0         | 2      | 0      | 41    | 0     |
| Порту            | Премьер-Лига     | 1992/93          | 34   | 0    | 2     | 0     | 10        | 0         | 2      | 0      | 48    | 0     |
| Порту            | Премьер-Лига     | 1993/94          | 32   | 0    | 2     | 0     | 11        | 0         | 3      | 0      | 48    | 0     |
| Порту            | Премьер-Лига     | 1994/95          | 33   | 0    | 0     | 0     | 6         | 0         | 3      | 0      | 42    | 0     |
| Порту            | Премьер-Лига     | 1995/96          | 26   | 0    | 0     | 0     | 6         | 0         | 1      | 0      | 33    | 0     |
| Порту            | Премьер-Лига     | Итого            | 246  | 0    | 6     | 0     | 49        | 0         | 14     | 0      | 315   | 0     |
| Барселона        | Ла Лига          | 1996/97          | 37   | 0    | 1     | 0     | 8         | 0         | 1      | 0      | 47    | 0     |
| Барселона        | Ла Лига          | 1997/98          | 2    | 0    | 0     | 0     | 1         | 0         | 0      | 0      | 3     | 0     |
| Барселона        | Ла Лига          | 1998/99          | 0    | 0    | 0     | 0     | 0         | 0         | 0      | 0      | 0     | 0     |
| Барселона        | Ла Лига          | Итого            | 39   | 0    | 1     | 0     | 9         | 0         | 1      | 0      | 50    | 0     |
| Порту            | Премьер-Лига     | 1998/99          | 16   | 0    | 0     | 0     | 0         | 0         | 0      | 0      | 16    | 0     |
| Порту            | Премьер-Лига     | 1999/00          | 15   | 0    | 1     | 0     | 9         | 0         | 2      | 0      | 27    | 0     |
| Порту            | Премьер-Лига     | 2000/01          | 0    | 0    | 0     | 0     | 0         | 0         | 0      | 0      | 0     | 0     |
| Порту            | Премьер-Лига     | 2001/02          | 17   | 0    | 0     | 0     | 2         | 0         | 0      | 0      | 19    | 0     |
| Порту            | Премьер-Лига     | 2002/03          | 25   | 0    | 1     | 0     | 11        | 0         | 0      | 0      | 31    | 0     |
| Порту            | Премьер-Лига     | 2003/04          | 31   | 0    | 0     | 0     | 13        | 0         | 1      | 0      | 45    | 0     |
| Порту            | Премьер-Лига     | 2004/05          | 31   | 0    | 0     | 0     | 6         | 0         | 3      | 0      | 40    | 0     |
| Порту            | Премьер-Лига     | 2005/06          | 24   | 0    | 1     | 0     | 6         | 0         | 0      | 0      | 31    | 0     |
| Порту            | Премьер-Лига     | 2006/07          | 1    | 0    | 0     | 0     | 0         | 0         | 0      | 0      | 1     | 0     |
| Порту            | Премьер-Лига     | Итого            | 160  | 0    | 3     | 0     | 47        | 0         | 6      | 0      | 210   | 0     |
| Всего за карьеру | Всего за карьеру | Всего за карьеру | 445  | 0    | 10    | 0     | 105       | 0         | 21     | 0      | 575   | 0     |

### Сборная
| Сборная Португалии | Сборная Португалии | Сборная Португалии |
| Год                | Игры               | Голы               |
| ------------------ | ------------------ | ------------------ |
| 1990               | 1                  | 0                  |
| 1991               | 9                  | 0                  |
| 1992               | 7                  | 0                  |
| 1993               | 10                 | 0                  |
| 1994               | 5                  | 0                  |
| 1995               | 6                  | 0                  |
| 1996               | 12                 | 0                  |
| 1997               | 4                  | 0                  |
| 1998               | 6                  | 0                  |
| 1999               | 9                  | 0                  |
| 2000               | 6                  | 0                  |
| 2001               | 0                  | 0                  |
| 2002               | 5                  | 0                  |
| Всего              | 80                 | 0                  |

## Достижения

### Командные
«Порту»
- Чемпион Португалии (10): 1989/90, 1991/92, 1992/93, 1994/95, 1995/96, 1998/99, 2002/03, 2003/04, 2005/06, 2006/07
- Обладатель Кубка Португалии (5): 1990/91, 1993/94, 1999/00, 2002/03, 2005/06
- Обладатель Суперкубка Португалии (8): 1990, 1991, 1993, 1994, 1996, 2003, 2004, 2006
- Победитель Лиги чемпионов УЕФА: 2003/04
- Обладатель Кубка УЕФА: 2002/03
- Обладатель Межконтинентального кубка: 2004

«Барселона»
- Чемпион Испании: 1997/98
- Обладатель Кубка Испании (2): 1996/97, 1997/98
- Обладатель Суперкубка Испании: 1996
- Обладатель Кубка обладателей кубков УЕФА: 1996/97

### Личные
- Лучший футболист Португалии (2): 1989, 1991
- Обладатель «Золотого мяча» лучшему футболисту Португалии по версии журнала A Bola: 1992
- Входит в состав символической сборной Европы по версии ESM: 1995
- Лучший вратарь европейского клубного сезона: 2003/04
- Лучший вратарь Европы по версии УЕФА: 2004

#### Награды
- Орден Инфанта дона Энрике степени офицера[29].